# Абамелек, Давид Семёнович
Князь Давид Семёнович Абамелек (Абамелик), (арм. Դավիթ Սիմեոնի Աբամելիք, 1774—1833) — русский военачальник, генерал-майор кавалерии.
Брат — Иван Семёнович.

## Биография
Родился 10 (21) марта 1774 года.
В 1789 году вступил на военную службу. с 29 октября 1798 был корнетом лейб-гвардии гусарского полка. В чине штабс-ротмистра участвовал в кампании 1805 года.
Принял участие в войне четвёртой коалиции, 6 мая 1807 произведён в ротмистры, отличился в битве под Фридландом.
20 мая 1808 года награждён орденом Святого Георгия 4-й степени:
В воздаяние отличнаго мужества и храбрости, оказанных в сражении против французских войск 2 июня при Фридланде, где, приняв после полковника Загряжского команду над эскадроном, при оттеснении линии нашей превосходными неприятельскими силами бросился вперёд и остановил его стремление, ободряя личною неустрашимостию подчинённых к поражению неприятеля; сверх того вместе с штабс-ротмистрами Бороздиным и Забелиным много вспомоществовал к отбитию взятых неприятелем трёх пушек Воронежского мушкетёрского полка и в освобождении от плена захваченного подполковника Свечина.
Участвовал Отечественной войне 1812 года (Бородино, 26 августа; сражение при Тарутине, Малоярославце, Вязьме — в сентябре-октябре) и
заграничных походах русской армии (1813—1814).
26 января 1812 произведён в полковники полковник, назначен командиром эскадрона лейб-гвардии Гусарского полка.
30 декабря 1815 назначен командиром Таганрогского уланского полка.
12 августа 1816 переведён командиром в Борисоглебский уланский полк.
30 августа 1818 произведён в генерал-майоры и назначен командиром 2-й бригады 2-й уланской дивизии
В отставке был в 1824—1826 годах. В 1826—1829 снова находился на службе командиром резервной бригады 4-го резервного кавалерийского корпуса.
Умер 23 октября (4 ноября) 1833 года в Дрездене. Похоронен в Санкт-Петербурге, в церкви Воскресения на армянском Смоленском кладбище.

## Награды
- Орден Святой Анны 4-й степени (5 апреля 1806)
- Орден Святого Георгия 4-й степени (№ 1987 (895); 20 мая 1808)
- Орден Святой Анны 2-й степени (3 июня 1813)
- Орден Святого Владимира 3-й степени (1813)
- Табакерка с вензелем имени Его императорского величества (12 ноября 1821, в знак высочайшего благоволения за исправное командование 2-й уланской дивизией)
- Орден «Pour le Mérite» (1807, королевство Пруссия)

## Семья
Жена — Марфа Екимовна Лазарева  (1788 — 19.06.1844), дочь основателя Лазаревского института (1814), известного мецената Екима Лазаревича Лазарева (1743—1826) от брака его с Анной Сергеевной Ивановной (1766—1820). Их дети:
- Анна Давыдовна (1814—1889) — фрейлина, переводчица, жена Ираклия Абрамовича Баратынского.
- Семён Давыдович (1815—1888) — служил в лейб-гвардии Гусарском полку вместе с Лермонтовым, впоследствии генерал-майор. Женившись на двоюродной сестре Лазаревой, получил право именоваться князем Абамелек-Лазаревым.
- Екатерина Давыдовна (1817—1892) — замужем за губернским секретарём Михаилом Николаевичем Кугушевым (1814—1851/52).
- Мария Давыдовна (02.05.1819—25.08.1821[2])
- Иоаким Давыдович (1819—1885) — отставной поручик.
- Софья Давыдовна (1822—1889)
- Артемий Давыдович (1823—1885) — генерал-майор, командир 14-го драгунского Малороссийского Принца Альберта Прусского полка.

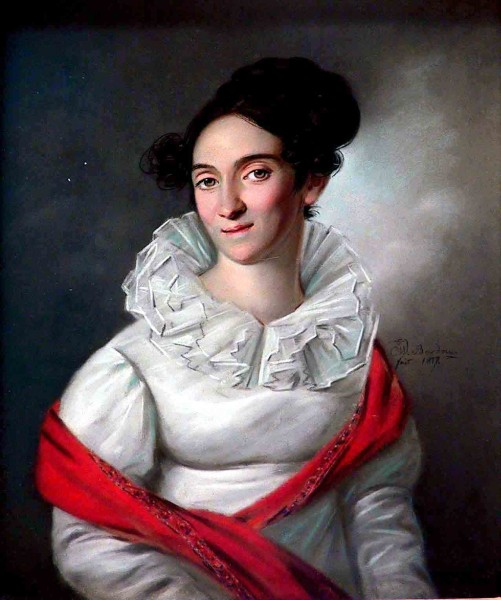
Марфа Иоакимовна, жена
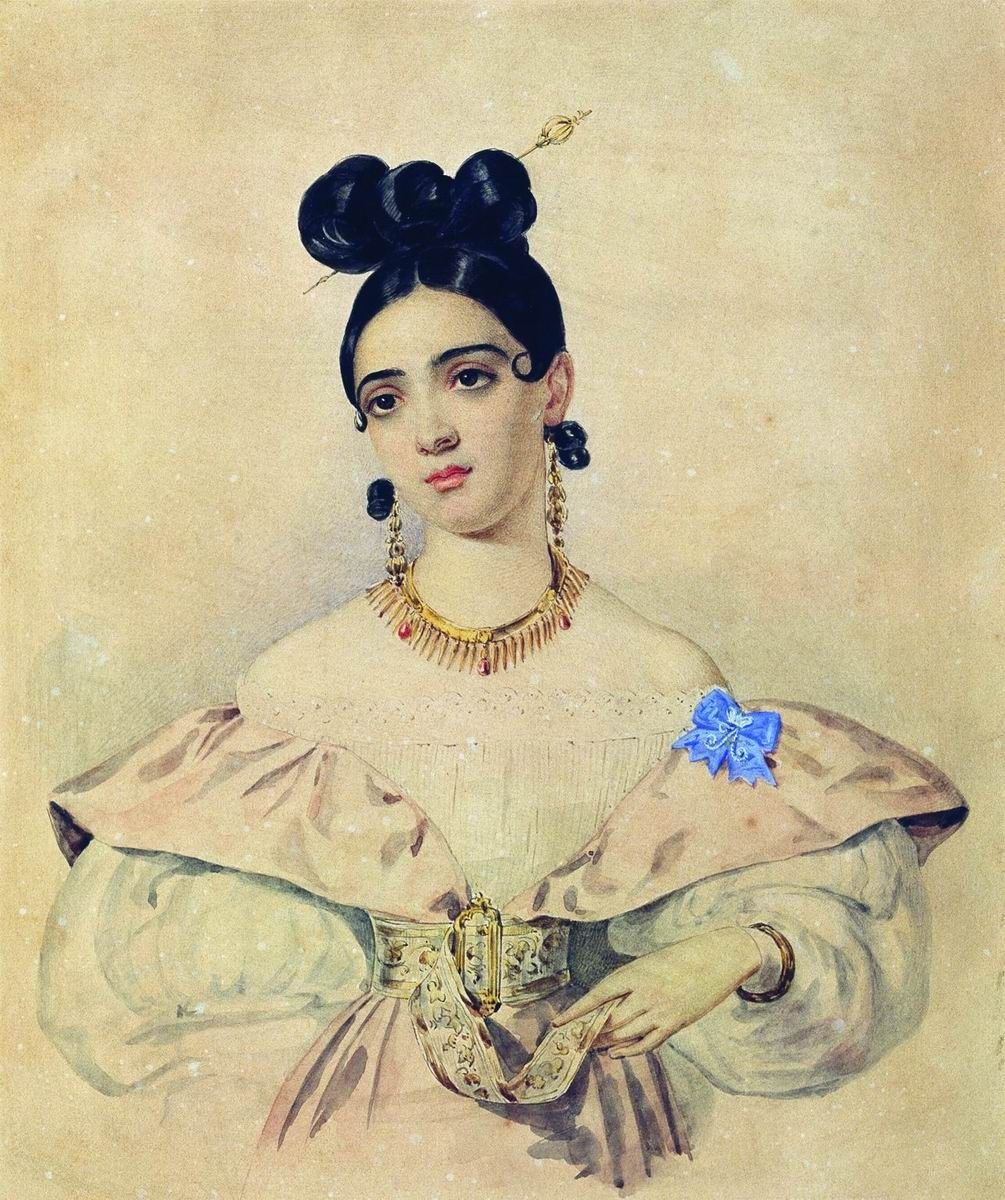
Анна Давыдовна, дочь
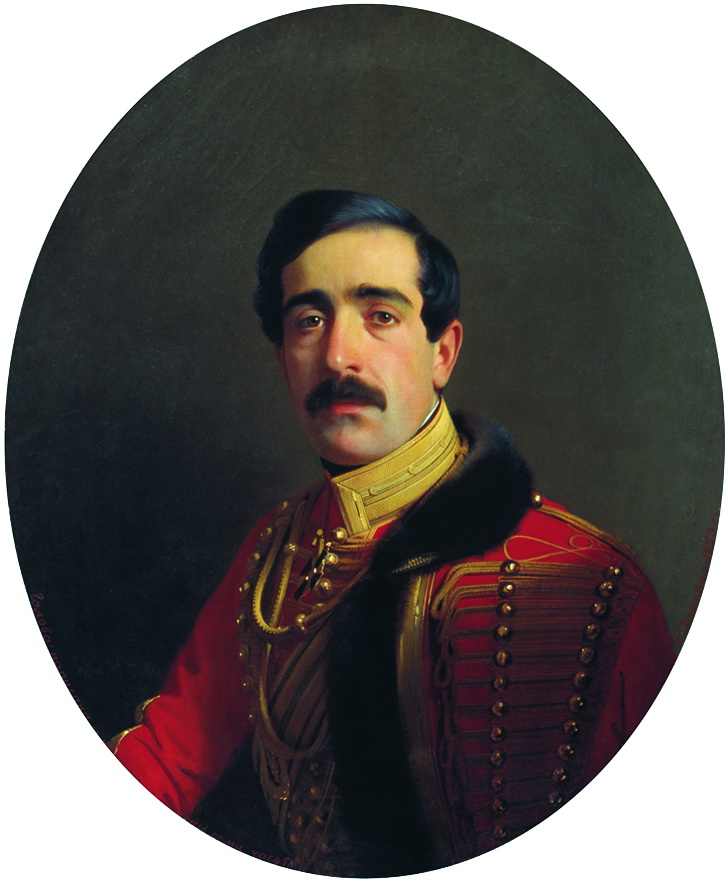
Семён Давыдович, сын
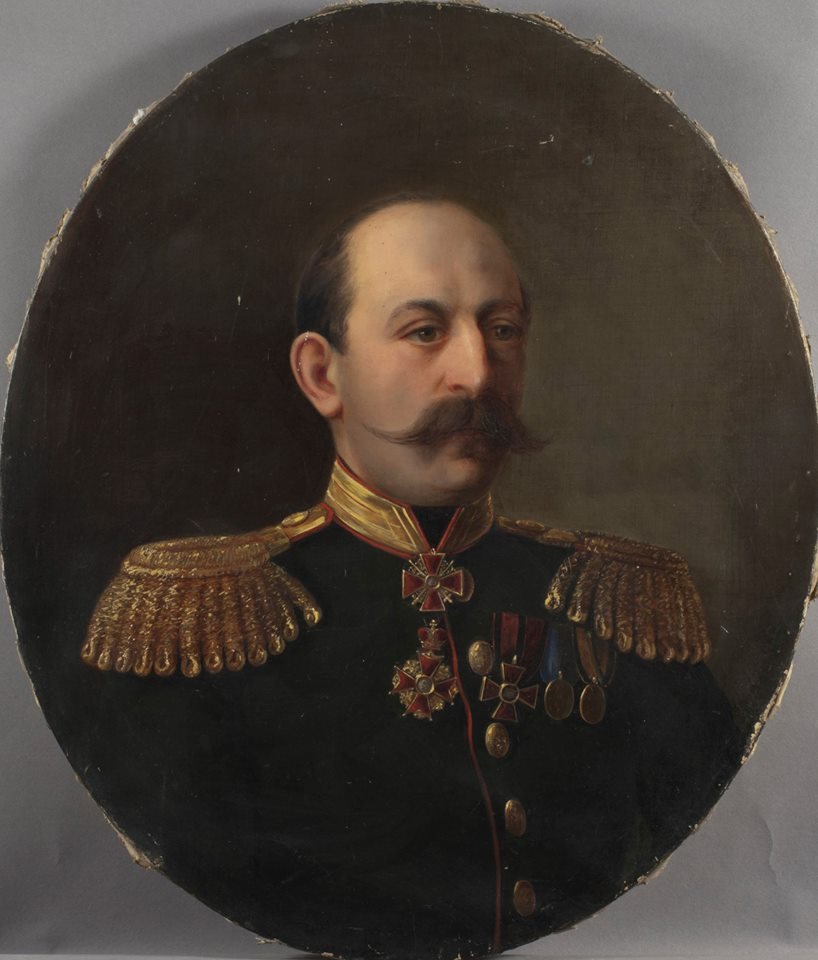
Артемий Давыдович, сын